# تپه دستوران
تپه دستوران مربوط به سدهٔ ۶ تا ۹ ه.ق است و در شهرستان جغتای، بخش مرکزی، روستای دستوران واقع شده و این اثر در تاریخ ۲۲ مرداد ۱۳۸۴ با شمارهٔ ثبت ۱۳۱۵۶ به‌عنوان یکی از آثار ملی ایران به ثبت رسیده است.